# Aimpoint Comp M4紅點鏡

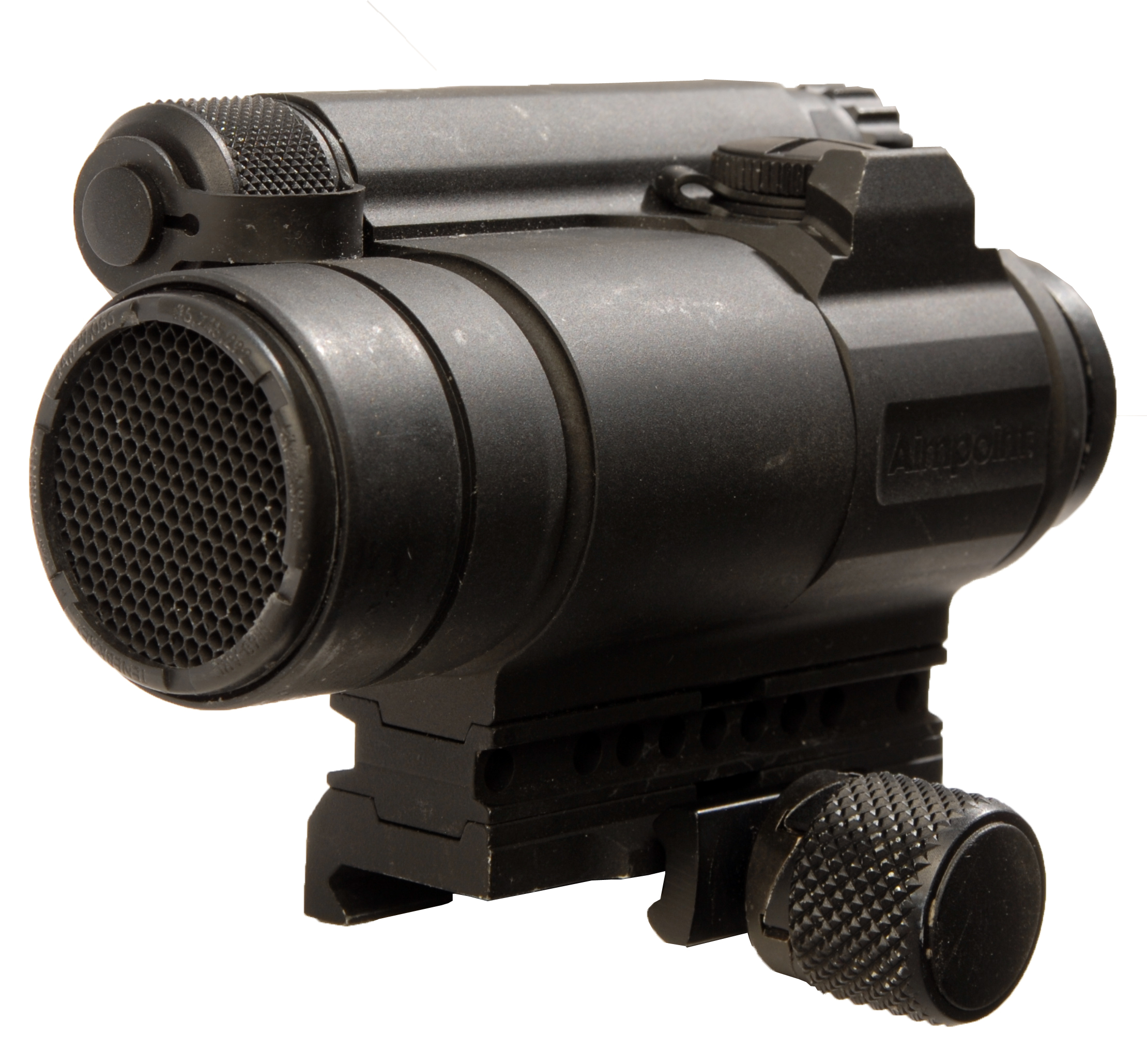
美国陆军的全新型號M68近距離作戰光學瞄準鏡（M68 CCO）就是Aimpoint Comp M4。

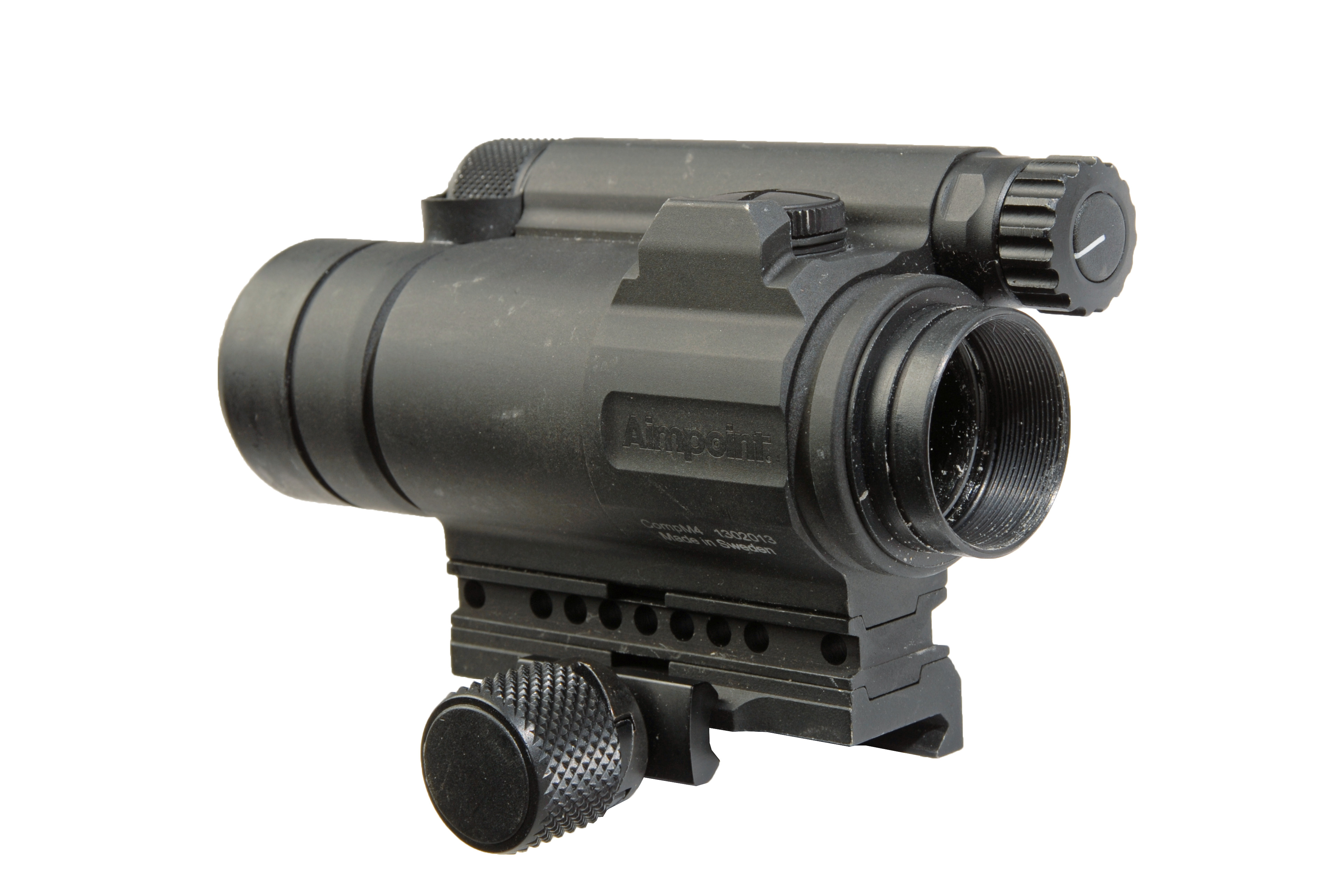
對著槍手方面的Aimpoint Comp M4以及其功率控制旋鈕。

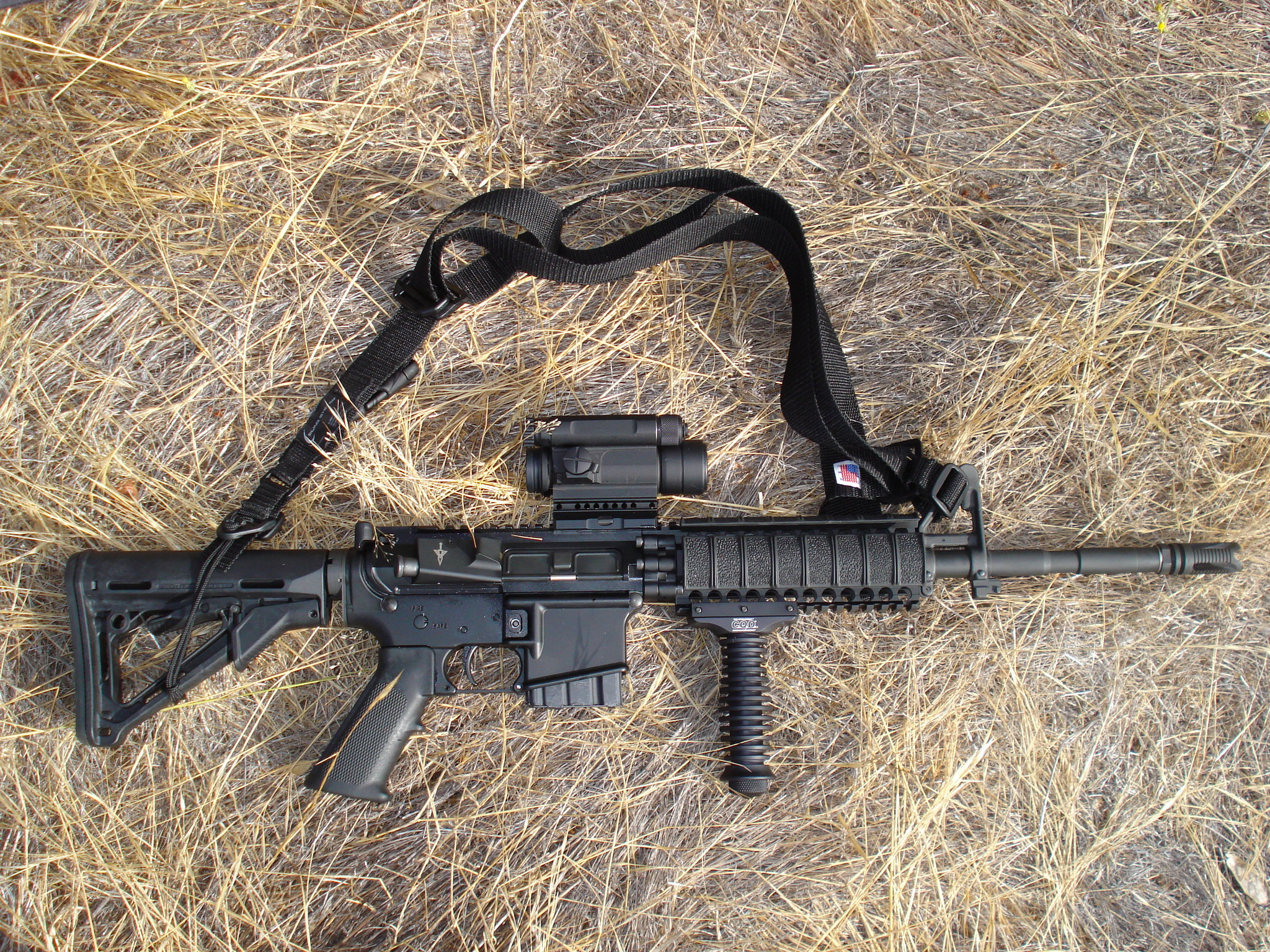
裝上了Aimpoint Comp M4和垂直前握把的AR-15自動步槍。

Aimpoint Comp M4是一款由Aimpoint公司生產的紅點反射式瞄準鏡。
該部件是按照美國軍用標準（英語：MIL-SPEC）所製造，並且在2008年開始以最新的發展型號取代了舊式的Aimpoint Comp M2的地位，在美国武装部队之中服役，並且被命名為M68近身距離作戰光学瞄准镜（M68 CCO）。其國家庫藏編號為1240-01-411-1265，又被稱為M68 Aimpoint紅點鏡。
Comp M4瞄準鏡和Comp M2瞄準鏡一樣，在設計上是用在M16系列步槍（即是M4卡賓槍也可裝上），但亦可安裝於其他同樣可以利用MIL-STD-1913戰術導軌安裝配件的任何武器。Comp M4瞄準鏡亦可以與夜視鏡兼容，使用後瞄準點仍然可以通過夜視瞄準鏡和護目鏡看見。

## 概述
Aimpoint Comp M4是一個無放大倍率、保持兩眼（裸眼及瞄準眼）瞄準的反射式瞄準鏡，旨在提供極快的瞄準目標以進行精確瞄準和解決光亮度極低導致一般的機械瞄具（沒有氚光夜間用瞄具）失去效用等的特別條件。此瞄準鏡一共有16個亮度設置位，其中7個低功率的設置位是用來搭配夜視設備使用，而另外9個高功率的設置位是用在可見的陽光下。Comp M4使用一顆標準的AA電池供電，生產商聲稱在使用與Comp M3相同的、全新的先進高效電路技術（英語：Advanced Circuit Efficiency Technology，簡稱：ACET）科技以下，一顆AA電池就能夠在第10級的亮度設置之下的向瞄準鏡提供約8年（80,000小时）的操作時間（與三代夜視儀匹配使用時則為50,000小时）。這完全解決了Aimpoint Comp M2和Comp M3必需使用2L76或DL1/3N型專用電池的問題。
相對於由Trijicon研製的ACOG光学瞄准镜，美國軍隊以下各個部隊另一種最常用的光學瞄準鏡，Aimpoint瞄準鏡在大約91.44公尺（100码，300英尺）近距離接觸提供了優越的性能。ACOG具有4倍的放大倍率，具有其估計距離的照明分劃系統，可說是一個更好的解決精確遠距離射擊的方法。
無放大倍率瞄準鏡並沒有兩隻眼睛之間進行切换的需要，這意味著使用者可以在任何地點和距離以下，他的眼睛仍然可以看見鏡頭和分劃。這使得熟練的射手擁有越來越多的射擊視線、方位位置和靈活性。Comp M4亦是無视差設計的，這意味著就算使用者的眼睛是偏離了中心瞄準鏡鏡片的中心，瞄準目標的點亦不會有改變的。使用紅點瞄準鏡來瞄準類似於使用雷射瞄準器，使用者的兩隻眼睛不會受到影響而且可以繼續保持雙眼開放，可以繼續觀察及／或瞄準他的目標和在周圍的環境之中尋找其他目標。但紅點瞄準器的優點就是不會有任何光，讓敵方可以估計並且找出使用手的位置。
Aimpoint Comp M4目前提供兩種型號：標準型Comp M4和Comp M4S；後者具有相同的特徵和功能，只是將電池盒與電源控制旋鈕都安裝在紅點鏡的右下方而非Comp M4的右上方。將電池盒與電源控制旋鈕都低位安裝是為了讓整個瞄準鏡輪廓看起來較低且视野遮挡更小，這樣的改進也是針對美軍士兵的需求而為之。另外，Comp M4s近戰光學瞄準鏡還包括一個安裝和拆卸方便的防反射裝置，這一設置更符合實戰需要。

## 光學規格和尺寸
- 長度：120毫米（4.72英寸）
- 寬度（淨瞄準鏡）：53毫米（2.09英吋）
- 高度（淨瞄準鏡）：60毫米（2.36英吋）
- 寬度（連瞄準鏡架）：72毫米（2.83英吋）
- 高度（連瞄準鏡架）：72毫米（2.83英吋）
- 安裝環寬度：不適用（不使用瞄準鏡安裝環）
- 重量（淨瞄準鏡）：265克（9.35盎司）
- 重量（連瞄準鏡架）：335克（11.82盎司）

## 流行文化

### 电子遊戲
- 2012年—：型號為Comp M4，命名為「Comp M4」。
- 2012年—《战争前线》：型號為Comp M4S，命名為「Aimpoint Comp M4S」，以霰弹枪初级解锁瞄具之姿出现。
- 2015年—：型號為Comp M4S，命名為「Comp M4S」，奇怪地具有2倍放大倍率。

## 圖集

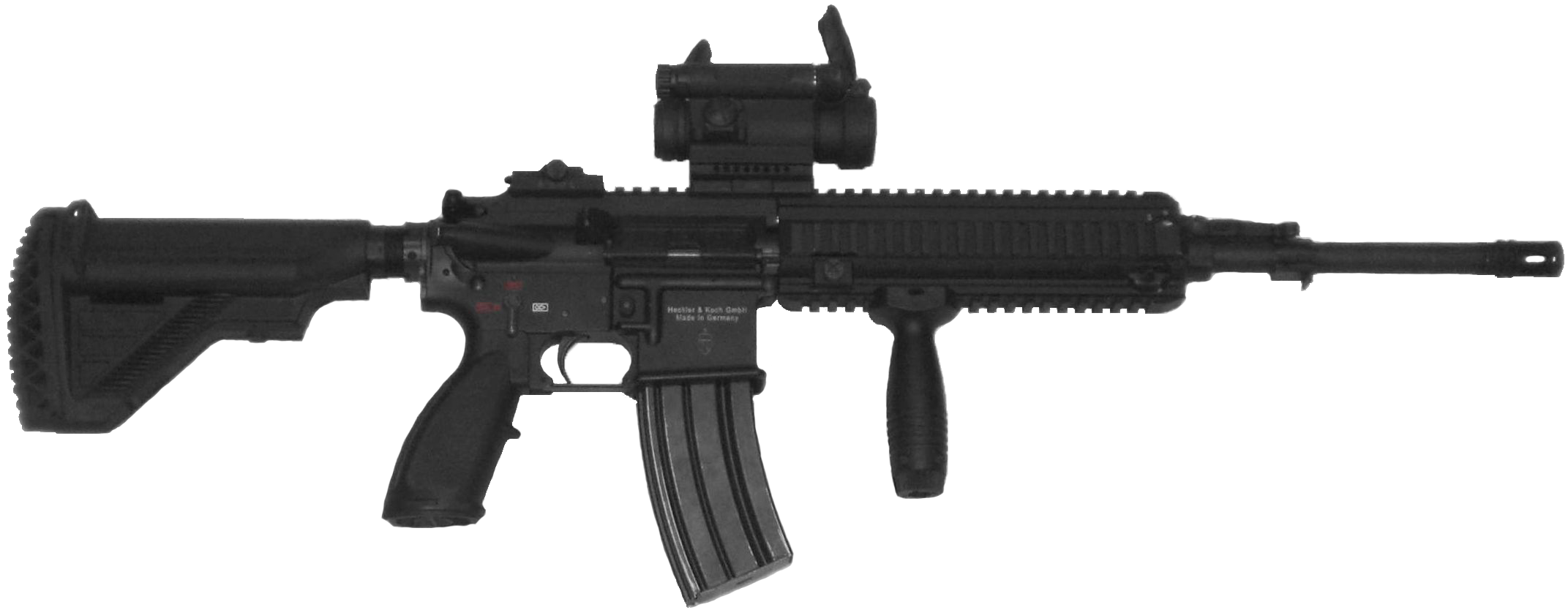
裝上了Aimpoint Comp M4和垂直前握把的HK416N D16.5RS。
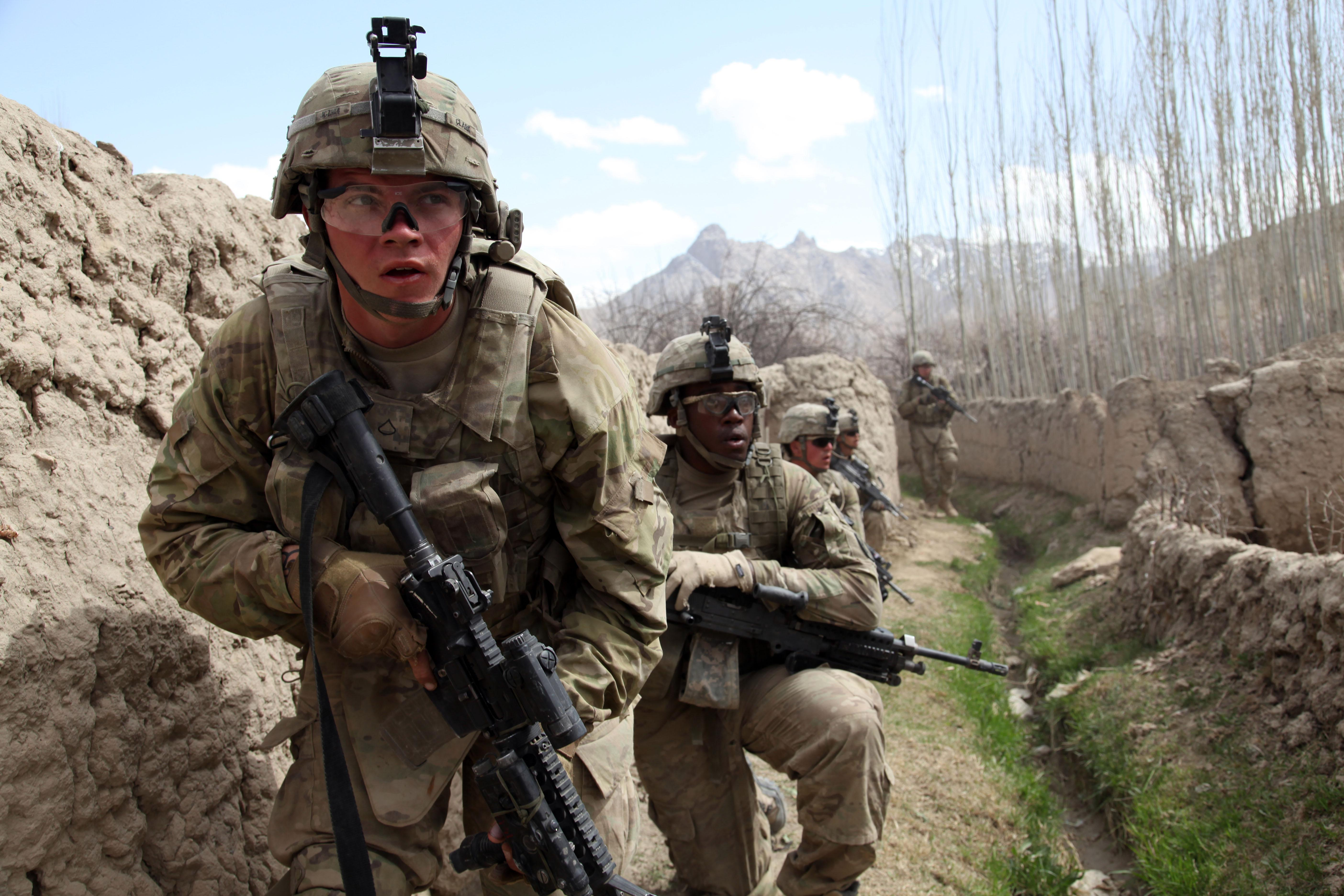
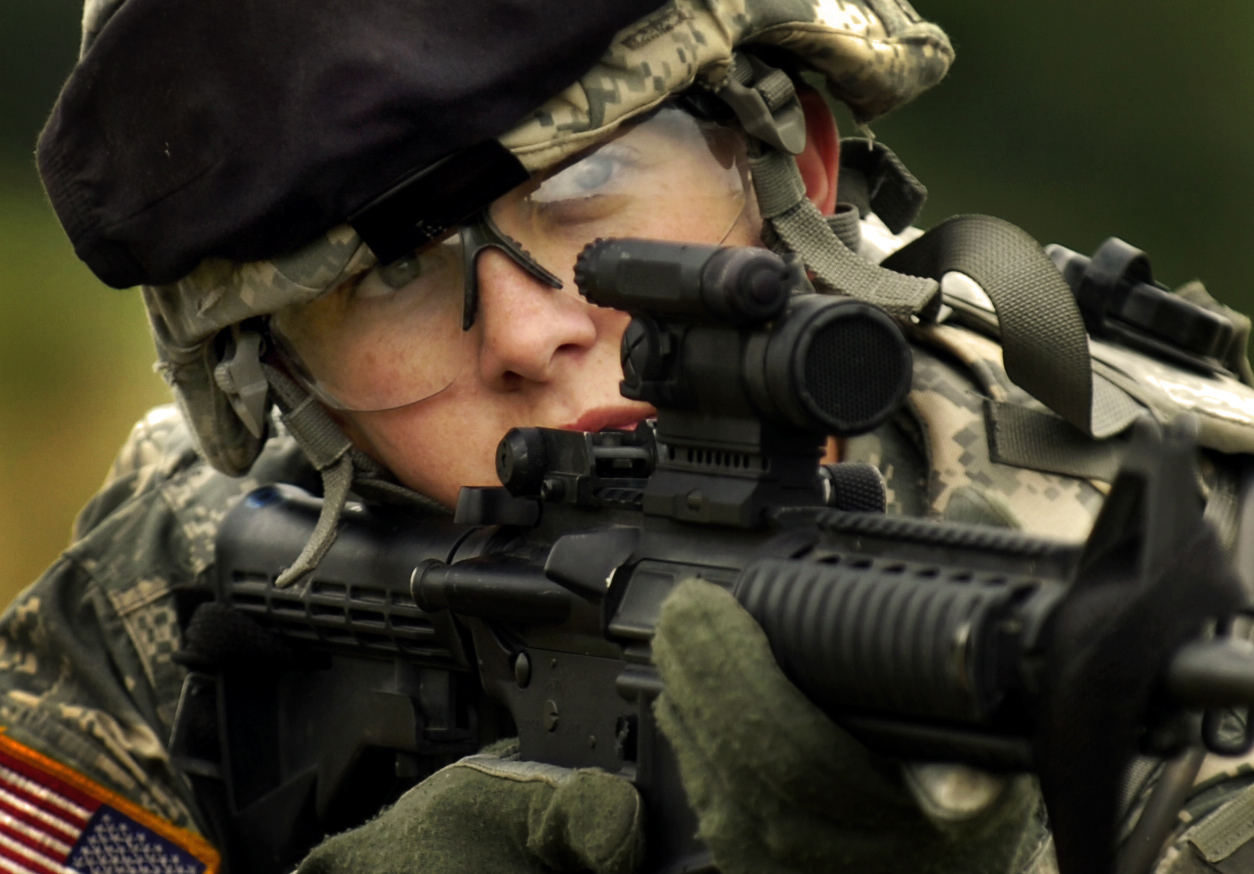
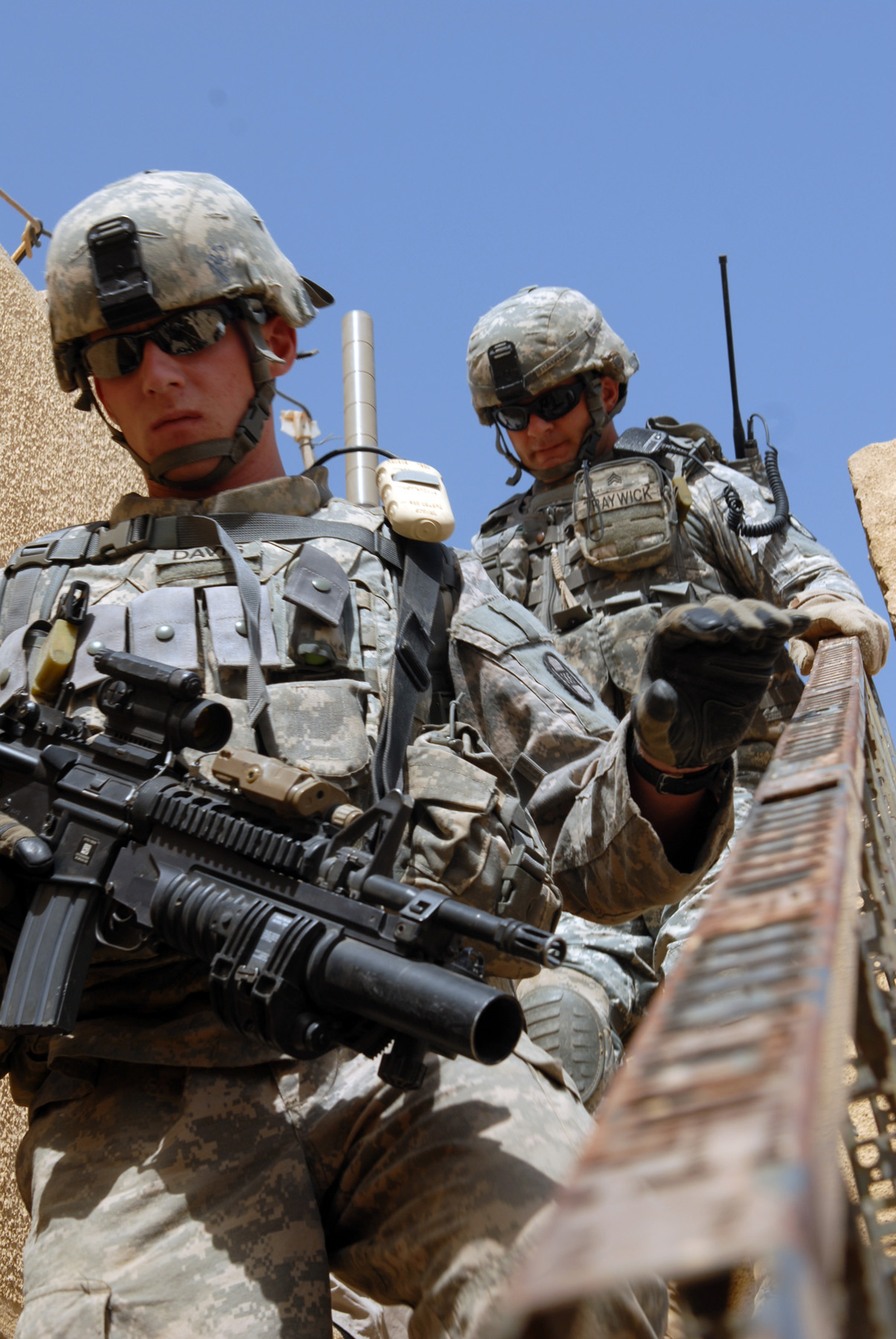
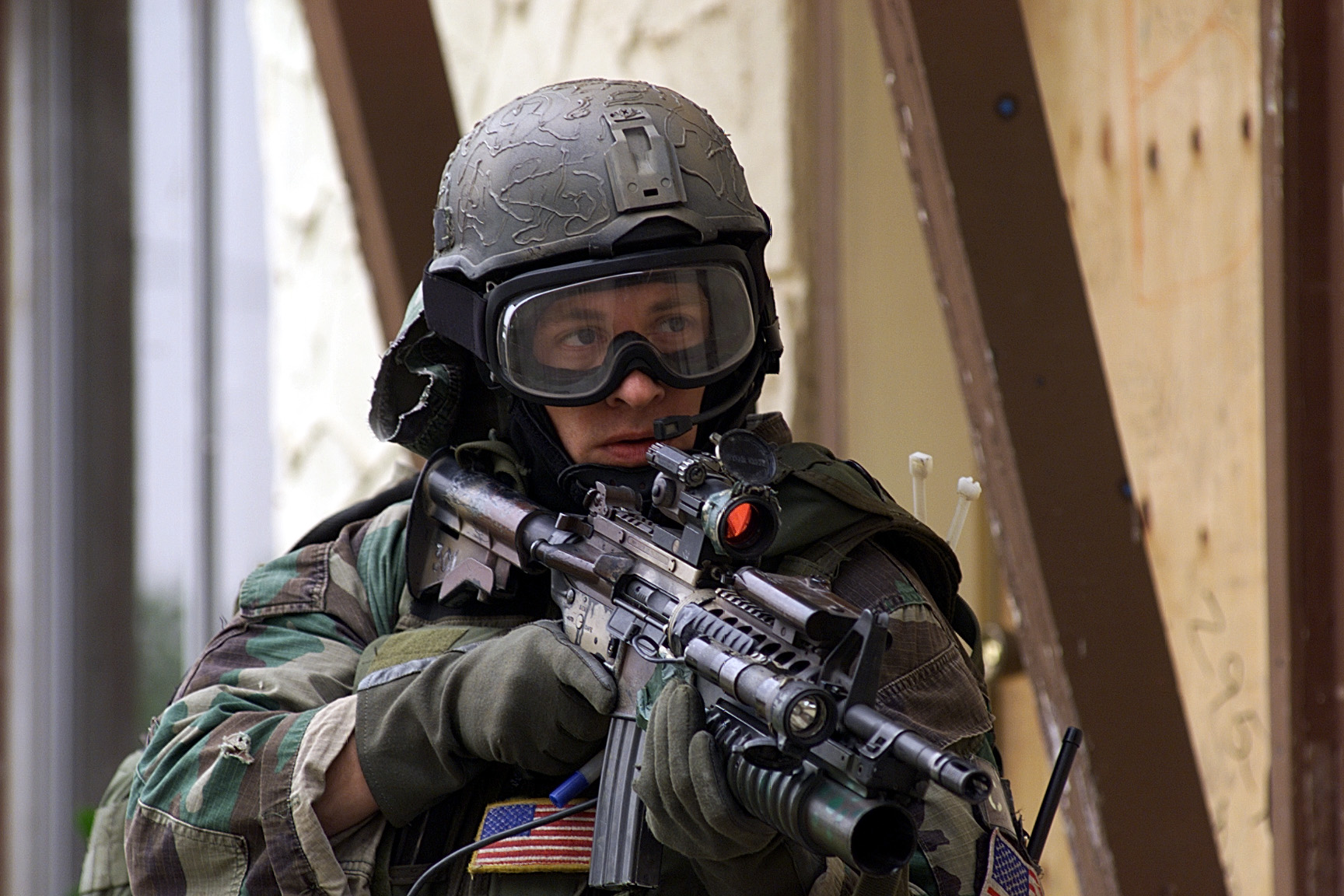
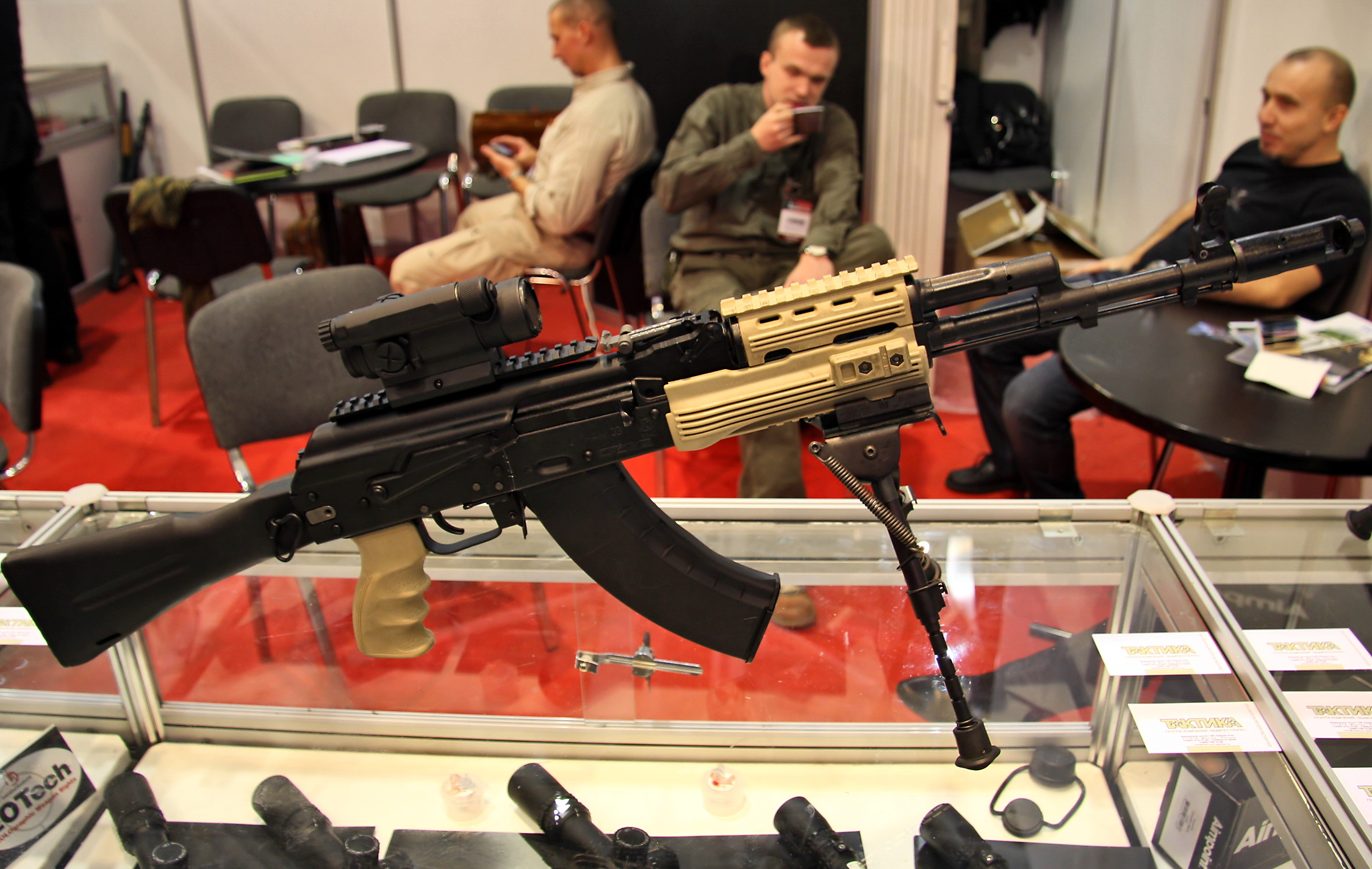
改進後增加戰術導軌的AK系突擊步槍，在這以上得以裝上Aimpoint Comp M4。
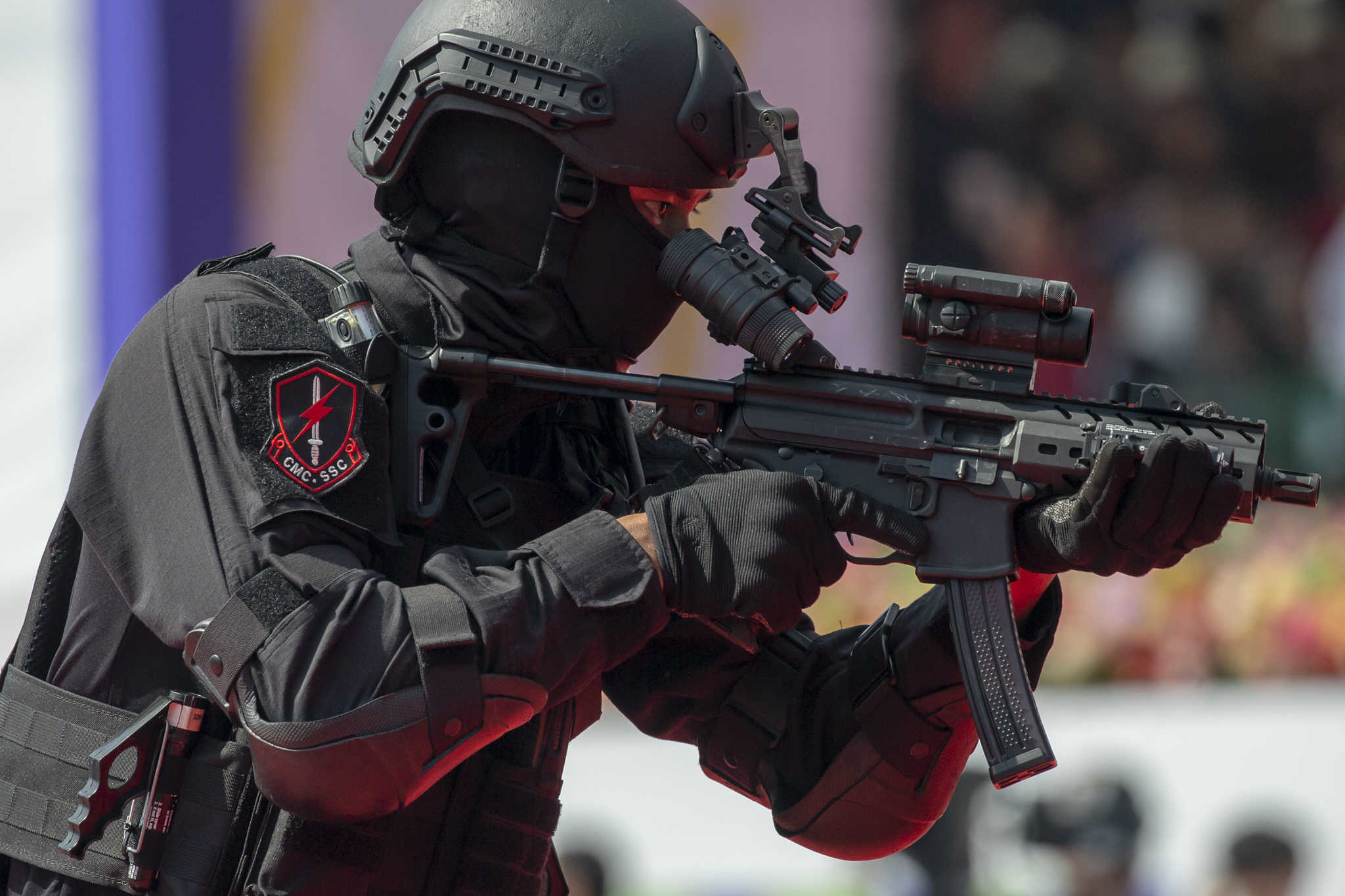
裝上了Aimpoint Comp M4的SIG MPX衝鋒槍

## 資料來源
1. ↑  .   [2012-05-05]. （原始内容存档于2011-07-08）.

- （英文）—Aimpoint官方產品網站—
  - Comp M4[永久]
  - Comp M4s[永久]

## 外部連結
- （英文）—The Firearm Blog.com—Scalarworks Releases Lightest QD Aimpoint CompM4 Mount on the Market（页面存档备份，存于）
- （简体中文）—D Boy Gun World（槍炮世界）—
  - AR-15/M16专辑—典型的瞄准装置（页面存档备份，存于）
  - Aimpoint Comp M4（页面存档备份，存于）
- （简体中文）—轻兵器—艾姆波音特CompM4s瞄准镜 （页面存档备份，存于）